# Anatolij Flaume
Anatolij Jakowlewicz Flaume, ros. Анатолий Яковлевич Флауме (ur. 15 lutego 1912 r. w Jekaterynodarze, zm. 27 listopada 1989 r. w Chevy Chase) – rosyjski emigracyjny pisarz, pedagog i wykładowca akademicki, działacz społeczno-narodowy
W 1920 r. jego rodzina wyemigrowała z Rosji na Łotwę. W 1930 r. A. J. Flaume ukończył rosyjskie gimnazjum w Rydze, a następnie studia filologiczne na miejscowym uniwersytecie. Działał tam w rosyjskiej korporacji studenckiej Rutenia. W 1939 r. opublikował zbiór opowiadań pt. "Песенник Рутении". Po zajęciu ziem łotewskich przez wojska niemieckie latem 1941 r., podjął współpracę z okupantami. Pod pseudonimem "A. Frołow" był autorem rosyjskiego słownika przeznaczonego dla kierowników szkół na okupowanych terenach ZSRR, a także zbioru ideologicznych opowiadań i pieśni pt. "Песенник добровольца", w których głosił ideę odrodzenia Rosji z pomocą Niemiec. W czerwcu 1943 r. z inicjatywy organizacji propagandowej Vineta napisał oficjalny marsz Rosyjskiej Armii Wyzwoleńczej (ROA) pt. "Мы идём...". W 1944 r. stanął na czele oddziału oświatowo-propagandowego Komitetu Rosyjskiego na Łotwie. Pod koniec 1944 r. wyjechał do Berlina. Po zakończeniu wojny w Wangen im Allgäu we francuskiej strefie okupacyjnej Niemiec zorganizował szkołę dla sowieckich uchodźców cywilnych. Napisał podręcznik gramatyki pt. "Начальная грамматика и правописание I и II части". Następnie w Oberammergau uczył języka rosyjskiego amerykańskich oficerów. W 1951 r. zamieszkał w USA, gdzie kontynuował nauczanie języka rosyjskiego w szkole wojskowej języków zagranicznych w Monterrey. W 1960 r. ukończył studia doktorskie na wydziale filologicznym uniwersytetu w Filadelfii, po czym jako profesor wykładał początkowo na nim, zaś w latach 1963–1977 na uniwersytecie w Waszyngtonie.